# Amos Lee

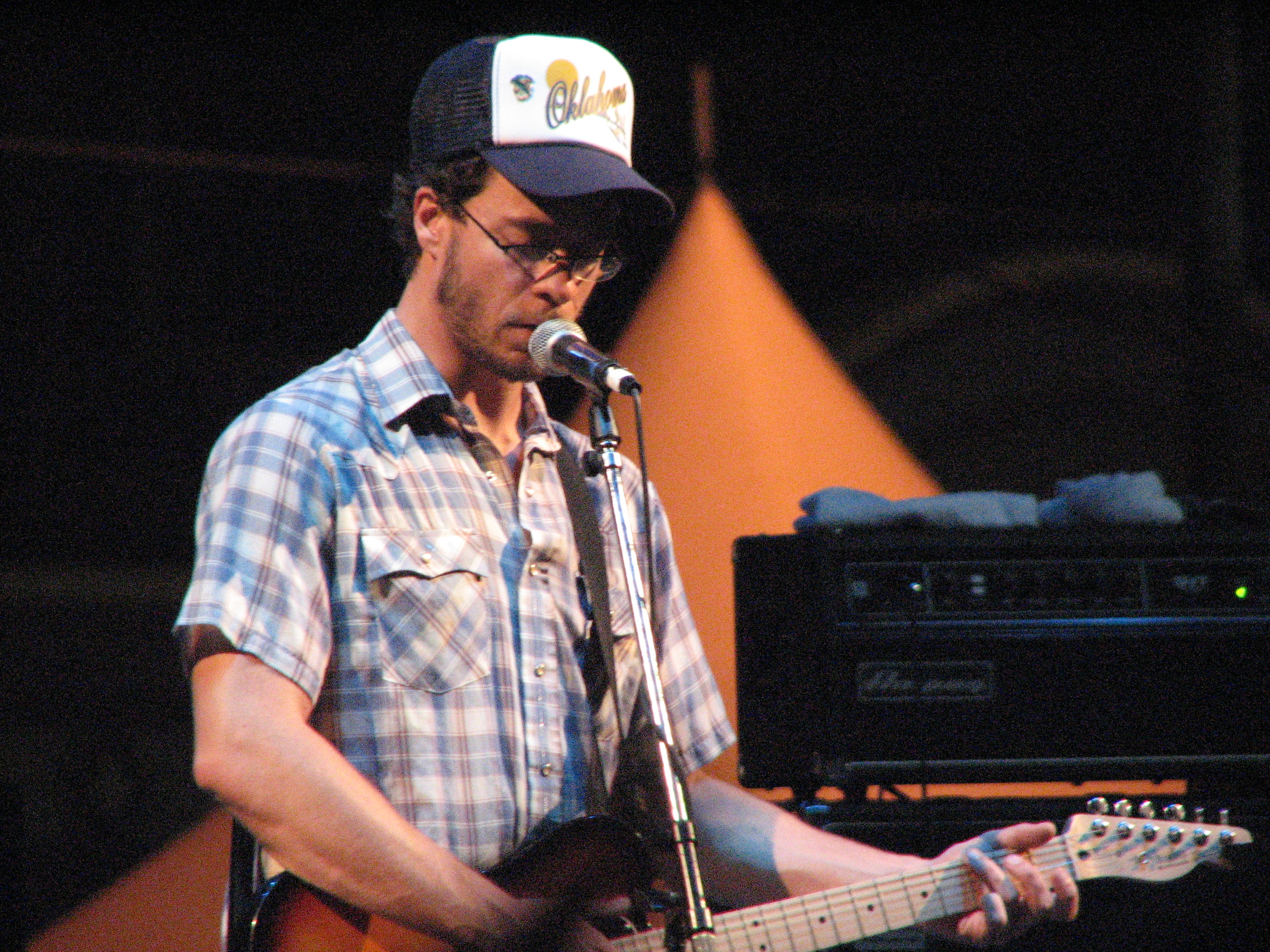

Amos Lee é um cantor, compositor e guitarrista norte-americano da Filadélfia, Pensilvânia.

## Estilo musical
Seu estilo musical mistura folk, soul e jazz. Ele já esteve em turnê com músicos como Bob Dylan, Norah Jones, Paul Simon e Merle Haggard. Lee toca com o baterista Fred Berman e o baixista Jaron Olevsky. Algumas de suas influências musicais incluem Stevie Wonder, John Prine, Bill Withers e James Taylor.

## Discografia

### Álbuns de estúdio
| Amos Lee                                                | - Data de Lançamento: 01 de Março de 2005 - Selo: Blue Note Records - Formatos: Vinyl, CD, music download   | 113 | —  | 72 | 112 | 75 | 13 | —  |
| Supply and Demand                                       | - Data de Lançamento: 03 de Outubro de 2006 - Selo: Blue Note Records - Formatos: CD, music download        | 76  | 25 | —  | —   | —  | 23 | —  |
| Last Days at the Lodge                                  | - Data de Lançamento: 24 de Junho de 2008 - Selo: Blue Note Records - Formatos: CD, music download          | 29  | 11 | —  | —   | —  | —  | —  |
| Mission Bell                                            | - Data de Lançamento: 25 de Janeiro 2011 - Selo: Blue Note Records - Formatos: CD, music download           | 1   | 1  | —  | —   | 98 | 39 | 61 |
| Mountains of Sorrow, Rivers of Song                     | - Data de Lançamento: 08 de Outubro de 2013 - Selo: Blue Note Records - Formatos: CD, music download, vinyl | 16  | 7  | —  | —   | —  | —  | —  |
| Spirit                                                  | - Data de Lançamento: 16 de Agosto de 2016 - Selo: John Varvatos Records/Republic Records - Formatos:       | 30  | 3  | —  | —   | —  | —  | —  |
| My New Moon                                             | - Data de Lançamento: 31 de Agosto de 2018 - Selo: Dualtone Music Group - Formatos:                         | 49  | 4  | —  | —   | —  | —  | —  |
| "—" indica que o álbum não figurou na parada de sucesso | |     |    |    |     |    |    |    |

### EPs
- Amos Lee EP, Blue Note Records, 2004
- Live from KCRW, Blue Note Records, 2005